# 항공기 정비사

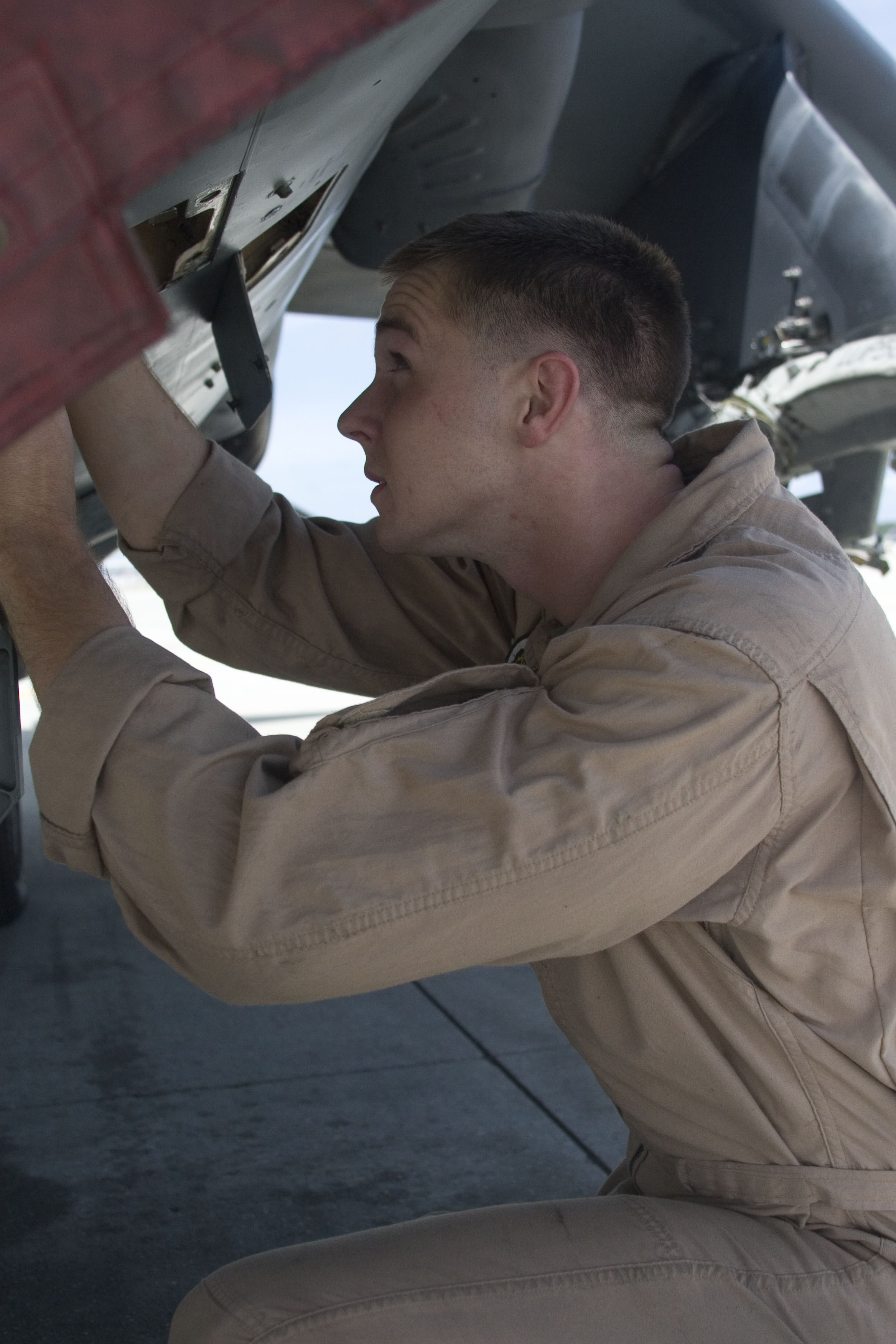
항공기 정비사가 항공기를 정비하고 있는 모습

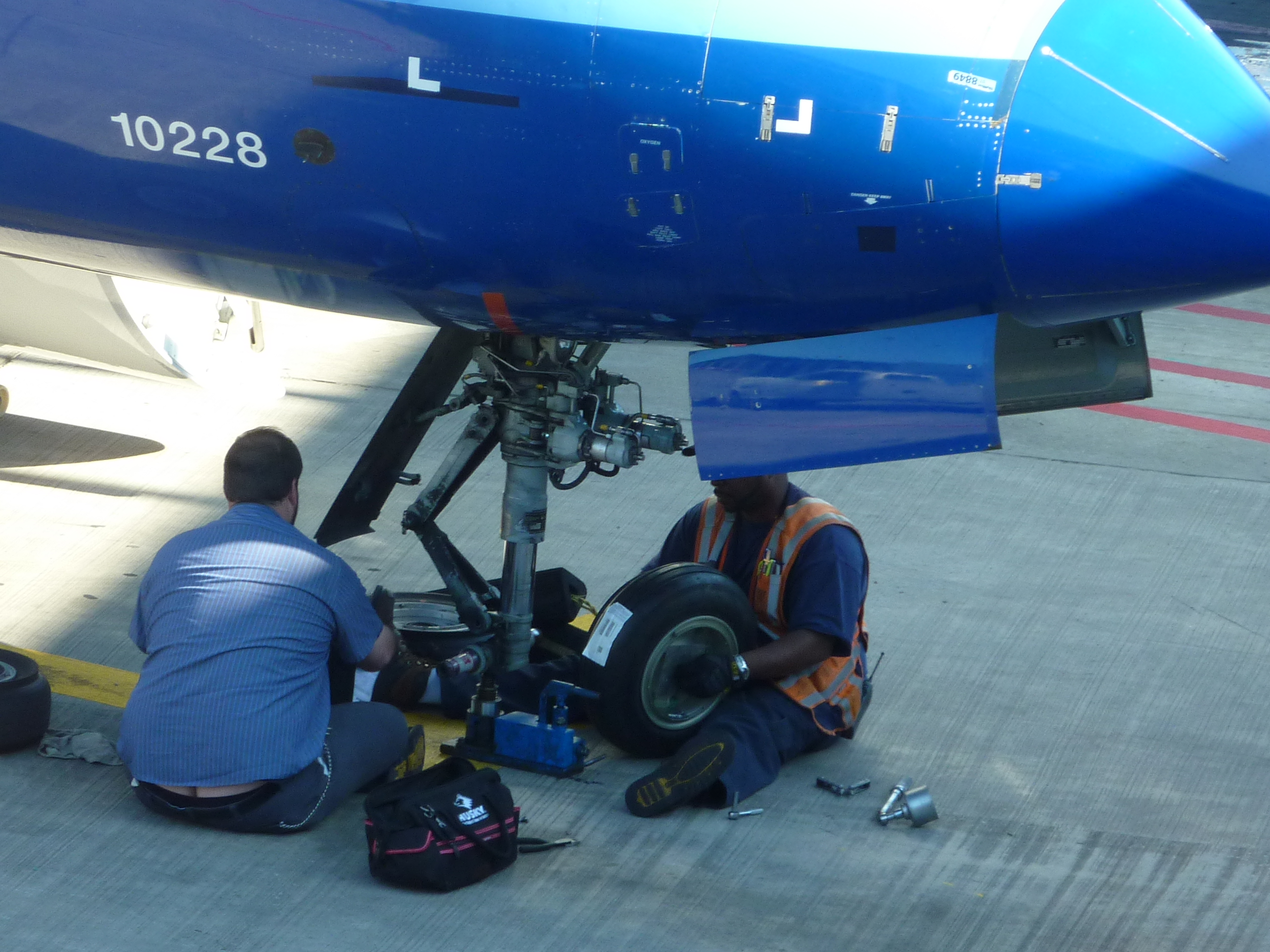
항공기 정비자 들이 오헤어 국제공항에서 유나이티드 익스프레스 CRJ700 항공기의 앞바퀴를 교체하는 모습.

항공기 정비사(航空整備士)는 항공기를 제대로 운항할 수 있도록 유지, 보수를 하는 직업을 통틀어 이르는 말이다.
대형여객기는 수백만 개의 부품과 정밀한 시스템으로 이루어져 있으며 그 중 하나라도 고장을 일으켜 사고가 난다면 치명적인 결과로 연결될 수 있으므로 항공기정비원의 주된 임무는 사후 고장수리에 있는 것이 아니라 사전의 철저한 예방정비에 있다.
많은 사람들이 직접 항공기를 정비하는 사람을 항공정비사라고 착각할 수 있지만 법적으로는 직접 항공기를 정비하는 사람이라기보다는 실제 정비에 대해 확인하여 증명할 수 있는 사람을 뜻한다.
정비의 업무에 따라 각 항공기종류에 대한 운항정비를 할 수 있는 자격과 정비업무범위에 따라 기체, 엔진, 전자장비, 부분품 등 해당 전문 정비 분야를 정비 할 수 있는 자격으로 나뉘게 된다.
항공기(헬리콥터 포함)의 동력장치, 착륙장치, 조종장치, 기체, 유압 및 기압 시스템 등의 고장 여부, 범위, 정도 등을 파악하여 안전하게 운행할 수 있도록 조립, 조정, 정비하는 데 관련된 제반 업무를 수행한다,

## 수행직무
항공 일정 및 운항시간 등을 확인한다. 주기장에서 비행 전후의 항공기를 대상으로 검사장비를 이용하거나 육안으로 기체부분의 변형 및 파손, 부식상태 등을 점검한다. 점검 카드 목록에 따라 전기, 보기 계통을 점검하고, 항공기에 장착되어 있는 기관의 작동상태를정비한다. 오일 및 공압류의 유출 등 이상이 없는지 확인하고 이상 발견 시 원인을 찾고 수리한다. 부품을 점검하고 교환주기를 확인하여 사용 수명이 완료된 부품을 교체한다. 신종 항공기 기술정보, 안전운항 규정 등의 교육을 이수한다.

## 주요업무
고장의 위치, 범위, 정도와 잠재적 불량상태 등을 확인하기 위하여 시험 측정 기구를 사용하여 각 부분을 진단ㆍ검사한다.고장부위를 분해하고 수리 또는 교체의 필요성을 판단하기 위하여 명세서와 비교ㆍ검사하고 작동상태를 평가한다.고장이 났거나 사용한계치를 초과한 부품을 교체한다.연료, 오일 및 기타 보급품을 채운다.설치 또는 수리부분의 작동상태를 검사ㆍ확인한다.항공기정비는 크게 운항정비와 공장정비로 구분하며, 수행업무에 따라 기관정비, 기체정비, 전자ㆍ전기정비, 객실정비로 구분된다.

### 운항정비
운항정비는 매 비행 전후에 주기장에서 이루어지며 외부육안점검과 연료 및 윤활유의 보급, 간단한 부품교환작업 등이 수행된다.

### 공장정비
공장정비는 격납고에서 이루어지며 항공기 구성품의 장-탈착과 수리, 개조, 교환 등의 작업을 수행한다. 일반적으로 5000~6000시간(15개월~18개월) 정도 비행하면 고장 유무에 관계없이 주기적인 공장정비를 실시한다.

### 창정비
창정비는 항공기의 정비단계 중 가장 복잡한 단계이며 대수리 작업과 개조 작업을 포함한 세부적인 주기 점검이다. 비행시간이 22000~25000(약 5년) 정도가 되면 정비창에 가서 창정비를 실시한다.

## 준비 방법

### 항공정비사 관련 자격증
관련 자격증으로는 항공정비사 면허, 항공산업기사, 항공기관기술사, 항공기체기술사, 항공기체정비기술사, 항공장비정비기능사, 항공기관정비기능사, 항공기체정비기능사, 항공전자정비기능사 등이 있다.

### 직업훈련
군 항공정비부대에서 실무를 익히거나, 민간항공사에서 운영하는 사내정비직업훈련원이나 직업훈련기관에서 기술을 배울 수 있다.

## 취업현황

### 입직 및 취업방법
항공기 정비원이 되기 위해 필요한 학력 제한은 없다. 항공고등학교나 공군항공과학 고등학교 등에서 실무를 익히거나 전문대학이나 대학교에서 기계공학이나 항공공학을 익히고 취업하게 된다. 또한 공군으로 입대하여 군 항공정비부대에서 실무를 익히고 제대 후 진로를 결정할 수도 있다. 항공기정비원은 주로 국내의 공항이나 항공업체, 항공기 제조업체 등에 공개채용이나 특별채용을 통해 취업하게 된다. 사내 교육훈련을 통해 전문적인 항공기 기술자로 진출하기도 한다.

### 고용현황
항공기정비원으로 활동하고 있는 사람은 10,200명이며, 이 가운데 임금근로자는 10,200명(100%)이다. 항공기정비원의 성비는 남자 98.5%, 여자 1.5%이며, 평균 연령은 41.3세이다. 전체적으로 평균 14.7년의 학력을 보유하고 있으며, 평균 계속 근로연수는 14.1년이다(자료: 2013-2014 Job Map).

### 임금수준
항공기정비원의 월평균 수입은 421만원이다(자료: 2013-2014 Job Map).